# Jennifer Klein (football)
Jennifer Klein, née le 11 janvier 1999 à Tulln an der Donau en Autriche, est une footballeuse internationale autrichienne jouant au poste de milieu de terrain au SKN Sankt Pölten.

## Biographie

### En club
Jennifer Klein commence le football en 2006 avec les équipes masculines du FC Tulln pendant sept ans, puis elle rejoint les juniors d'un club de première division autrichienne, le SV Neulengbach, avant de jouer pour l'équipe première de 2014 à 2017.
Elle signe chez le club champion d'Autriche en titre pour la saison 2017-2018, le SKN Sankt Pölten. Elle part ensuite en Allemagne pour s'engager dans l'équipe réserve du TSG 1899 Hoffenheim qui vient d'être sacrée championne de deuxième division sud 2017-2018, mais elle reste en deuxième division et ne peut pas être promue en première division pour éviter tout conflit d'intérêts avec l'équipe première.
Elle intègre l'équipe première pour la saison 2019-2020, puis retourne au SKN Sankt Pölten en 2020.

### En sélection
Jennifer Klein est dans un premier temps sélectionnée avec les moins de 17 ans de l'équipe d'Autriche jusqu'en 2016, puis avec les moins de 19 ans autrichiennes de 2016 à 2018. Elle honore sa première sélection en équipe d'Autriche le 23 novembre 2017 contre Israël en remplaçant Nadine Prohaska.
Elle est appelée dans l'effectif autrichien finissant en demi-finales de l'Euro 2017, mais sans entrer en jeu. En revanche, elle ne fait pas partie de l'équipe qui participe à l'Euro 2022, où l'Autriche termine en quarts de finale.